# Генц, Штефан
Штефан Генц (нем. Stephan Genz; 1973, Эрфурт) — немецкий оперный певец (баритон), лауреат международных конкурсов.

## Биография
Штефан Генц начал заниматься музыкой детстве. Он пел в знаменитом хоре мальчиков церкви Церковь Святого Фомы в Лейпциге, которым некогда руководил И. С. Бах. В возрасте 15 лет он продолжил занятия вокалом в Лейпцигской высшей школе музыки имени Мендельсона под руководством Ганса Йоахима Байера. C 1994 Генц учился в высшей школе музыки Карлсруэ у Мицуко Шираи и Хармута Хёлля. Кроме того он занимался у Элизабет Шварцкопф и Дитриха Фишер-Дискау.
Генц — лауреат ряда международных конкурсов, среди которых конкурс имени Иоганнеса Брамса в Гамбурге и имени Гуго Вольфа в Штутгарте. В настоящее время он выступает как оперный и камерный исполнитель, однако наиболее известен он как интерпретатор песен немецких композиторов. Штефан Генц регулярно выступает совместно со своим братом — тенором Кристофом Генцем.
С сентября 2012 года Штефан Генц преподает в Национальной консерватории Парижа.